# Ressons-l'Abbaye
Ressons-l'Abbaye foi uma comuna francesa na região administrativa de Altos da França, no departamento de Oise. Estendia-se por uma área de 5,43 km². Em 2010 a comuna tinha 90 habitantes (densidade: 16,6 hab./km²).
Em 1 de janeiro de 2017, passou a formar parte da nova comuna de La Drenne.